# آرامستان ارامنه حاجی‌آباد
گورستان ارامنه حاجی‌آباد مربوط به دوره قاجار است و در شهرستان کیار، بخش مرکزی، روستای حاجی‌آباد واقع شده و این اثر در تاریخ ۸ مرداد ۱۳۸۱ با شمارهٔ ثبت ۶۰۰۰ به‌عنوان یکی از آثار ملی ایران به ثبت رسیده است.